# Hürfeld (Sugenheim)
Hürfeld (fränkisch: Hierafäld) ist ein Gemeindeteil des Marktes Sugenheim  im Landkreis Neustadt an der Aisch-Bad Windsheim (Mittelfranken, Bayern). Hürfeld liegt in der Gemarkung Sugenheim.

## Geografische Lage
0,2 km südlich des Dorfes fließt der Tiefenbach, ein rechter Zufluss des Ehebachs. 0,5 km südwestlich des Ortes liegt das Flurgebiet Kipperland, im Nordwesten grenzt das Schwadenfeld an, 1 km östlich liegt das Waldgebiet Hart, 1,25 km nordöstlich das Untere Holz. Die Staatsstraße 2253 führt an Fuchsau vorbei nach Markt Bibart zur Bundesstraße 8 (2,5 km nördlich) bzw. nach Sugenheim (1,8 km südlich). Eine Gemeindeverbindungsstraße führt nach Rüdern (1 km südwestlich).

## Geschichte
Der Ort wurde in einem Eintrag des Würzburger Lehenbuchs, der im Zeitraum von 1317 bis 1322 erfolgte, als „Hiruelt“ und als „Hyrnuelt“ erstmals urkundlich erwähnt. Im Jahre 1480 wurde der Ort „Hurnfelt“ genannt, 1510 erstmals „Hẅrffeldt“. Der zugrundeliegende Flurname hat als Bestimmungswort entweder „hurwen“ (mhd. für schmutzig) oder „hürnen“ (mhd. für hornig). Im übertragenen Sinne wurde damit also ein Feld bezeichnet, dass einen sumpfigen bzw. harten Boden hatte.
Gegen Ende des 18. Jahrhunderts gab es in Hürfeld neun Anwesen. Das Hochgericht und die Dorf- und Gemeindeherrschaft übte die Herrschaft Sugenheim aus. Grundherren waren die Herrschaft Sugenheim (4 Höfe, 1 Sölde, 1 Haus, 1 Hirtenhaus) und die Herrschaft Ullstadt (2 Güter).
Im Rahmen des Gemeindeedikts wurde Hürfeld dem 1811 gebildeten Steuerdistrikt Sugenheim und 1813 der Ruralgemeinde Sugenheim zugeordnet.

### Baudenkmal
- Haus Nr. 10: hölzerner Glockenturm des ehemaligen Hirtenhauses[10]

### Einwohnerentwicklung
| Jahr      | 001818 | 001840 | 001861 | 001871 | 001885 | 001900 | 001925 | 001950 | 001961 | 001970 | 001987 |
| Einwohner | 52     | 50     | 57     | 71     | 61     | 54     | 46     | 94     | 56     | 53     | 43     |
| Häuser    | 11     | 11     |        |        | 11     | 10     | 9      | 12     | 11     |        | 12     |
| Quelle    | [ 12 ] | [ 13 ] | [ 14 ] | [ 15 ] | [ 16 ] | [ 17 ] | [ 18 ] | [ 19 ] | [ 20 ] | [ 21 ] | [ 1 ]  |

## Religion
Der Ort ist seit der Reformation evangelisch-lutherisch geprägt und bis heute nach St. Erhard (Sugenheim) gepfarrt. Die Einwohner römisch-katholischer Konfession waren zunächst nach Mariä Himmelfahrt (Ullstadt) gepfarrt und sind jetzt nach St. Marien (Markt Bibart) gepfarrt.